# Západní Sia
Říše Západní Sia či Si Sia (čínsky pchin-jinem Xī Xià, znaky 西夏), oficiálním názvem Veliký stát Bílého a Vysokého (čínsky pchin-jinem Báigāo Dàguó, znaky zjednodušené 白高大国, tradiční 白高大國), též Bílý vysoký veliký stát Sia (čínsky pchin-jinem Báigāo Dà Xià guó, znaky zjednodušené 白高大夏国, tradiční 白高大夏國), byl tangutský stát rozkládající se v letech 1038–1227 v dnešní severozápadní Číně, v Kan-su, Ning-sia a částech Čching-chaje a vnitřního Mongolska.

## Historie
Tanguti v Kan-su a okolí vytvořili koncem 9. století autonomní knížectví uznávající závislost na severočínských říších. Roku 982 se vzbouřili proti říši Sung a v nastalé válce donutili Sungy roku 1006 uznat tangutskou faktickou nezávislost. Roku 1038 se tangutský panovník Li Jüan-chao postavil na roveň sungskému císaři, když se sám prohlásil císařem a svůj stát nazval Bílý vysoký veliký stát Sia.
V následujících dvou staletích Západní Sia střídavě válčila a udržovala mírové vztahy s čínskou říší Sung a kitanskou říší Liao (resp. džürčenskou říší Ťin, která v první čtvrtině 12. století dobyla Liao a severní polovinu sungského státu). Administrativa byla uspořádána podle sungského vzoru. Tanguti rozvíjeli vlastní osobitou kulturu, mimo jiné zavedli i vlastní písmo a prohlásili buddhismus státním náboženstvím.
Západní Sia byla od počátku 13. století závislá na Mongolské říši, roku 1216 odmítla přispět vojskem k mongolskému tažení proti Chórezmské říši. Mongolové po porážce Chórezmu zahájili roku 1225 válku proti Tangutům a do dvou let jejich stát dobyli a připojili ke svému území.

## Tangutští panovníci (Tabgačové)
Tabgačové čili Toba byl též vládnoucí klan království Západní Sia (1038–1227), ale král přijal jméno „Li“ podle Čínského stylu. Toba Si-kong, nebo „Li Si-kong“ byl předek Li Te-mingův, který byl otec Li Jüan-chaoa, prvního krále království .
Osm klanů Tangutů:
- Si-feng Ši (细封氏),
- Fej-tching Ši (费听氏),
- Wang-li Ši (往利氏),
- Pcho-čchao Ši (颇超氏),
- Jie-li Ši (野利氏),
- Fang-tang Ši (房当氏),
- Mi-čchin Ši (米擒氏),
- To-ba Ši (拓跋氏).